# Though the Seas Divide
Though the Seas Divide è un cortometraggio muto del 1911. Il nome del regista non viene riportato nei credit del film interpretato da Carlyle Blackwell.

## Produzione
Il film fu prodotto dalla Vitagraph Company of America.

## Distribuzione
Il film - un cortometraggio in una bobina - uscì nelle sale il 21 marzo 1911, distribuito dalla General Film Company.